# Vangueriopsis longiflora
Vangueriopsis longiflora är en måreväxtart som beskrevs av Bernard Verdcourt. Vangueriopsis longiflora ingår i släktet Vangueriopsis och familjen måreväxter. IUCN kategoriserar arten globalt som sårbar. Inga underarter finns listade i Catalogue of Life.